# Elvis Costello and the Attractions
Az Elvis Costello and the Attractions egy angol new wave együttes volt. Az együttest 1978-ban alapították. Legnagyobb sikert hozó albumaik az 1982-ben megjelent Imperial Bedroom, valamint az 1986-os Blood & Chocolate, amelyek szerepelnek az 1001 lemez, amit hallanod kell, mielőtt meghalsz című könyvben.

## Diszkográfia
- Armed Forces (1979)
- Get Happy!! (1980)
- Mad About The Wrong Boy (1980)
- Trust (1981)
- Almost Blue (1981)
- Imperial Bedroom (1982)
- Punch the Clock (1983)
- Goodbye Cruel World (1984)
- King of America (1986)
- Blood & Chocolate (1986)
- All This Useless Beauty (1996)

## Fordítás
- Ez a szócikk részben vagy egészben  a   The Attractions című angol Wikipédia-szócikk fordításán alapul.  Az eredeti cikk szerkesztőit annak laptörténete sorolja fel. Ez a jelzés csupán a megfogalmazás eredetét és a szerzői jogokat jelzi, nem szolgál a cikkben szereplő információk forrásmegjelöléseként.